# لوتر برونه
لوتر برونه (آلمانی: Lothar Brühne; ۱۹ ژوئیهٔ ۱۹۰۰ – ۱۴ دسامبر ۱۹۵۸) آهنگساز فیلم اهل آلمان بود.
وی آهنگساز فیلم‌هایی همچون بانوی قاتل، اورینت اکسپرس و من و شما بوده‌است.